# Die, Die My Darling
«Die, Die My Darling» es el duodécimo sencillo del grupo estadounidense The Misfits, publicado en mayo de 1984 por la discográfica Plan 9 Records, siete meses después de que la banda se separara. 
El nombre de la canción viene de la película británica de 1965 Fanatic, titulada Die! Die! My Darling! en los Estados Unidos y Te espera la muerte, querida, en España. 
El diseño de la carátula del sencillo proviene de la portada de la historieta de terror Chamber of Chills en su edición de septiembre de 1953. La tapa interior del sencillo fue diseñada por el artista Pushead.

## Lista de canciones
Todas las canciones escritas y compuestas por Glenn Danzig. 
| Lado A |                       |          |  |
| N.º    | Título                | Duración |  |
| 1.     | «Die, Die My Darling» | 3:11     |  |

| Lado B |                                         |          |  |
| N.º    | Título                                  | Duración |  |
| 1.     | «Mommy, Can I Go Out and Kill Tonight?» | 2:03     |  |
| 2.     | «We Bite»                               | 1:15     |  |

## Personal
- Glenn Danzig - voz.
- Doyle Wolfgang von Frankenstein - guitarra.
- Jerry Only - bajo eléctrico.
- Robo - batería en «Mommy, Can I Go Out and Kill Tonight?» y «We Bite».
- Arthur Googy - batería en «Die, Die My Darling».
- Spot – productor discográfico.

## Versión de Metallica
La canción fue versionada por la banda estadounidense Metallica en su álbum de versiones Garage Inc., en 1998. Fue publicado como el tercer sencillo del álbum el 7 de junio de 1999, logrando ubicarse en el número 26 del Mainstream Rock Tracks de la revista Billboard.

### Lista de canciones
Sencillo en CD
1. «Die, Die My Darling» – 2:29
2. «Sabbra Cadabra» (en vivo) – 7:03 – versión de Black Sabbath.
3. «Mercyful Fate» (en vivo) – 11:51 – versión de Mercyful Fate.
4. «Whiskey in the Jar» - vídeo musical de Metallica.
5. «Turn the Page» (vídeo musical).

## Otras versiones
- La banda de hardcore estadounidense Aiden realizó su versión para una recopilación de la revista Kerrang! llamado High Voltage[4] e incluyó una versión remezclada en su EP Rain in Hell de 2006.[5]
- En 2012, la banda alemana de metalcore Caliban grabó su versión en la edición especial del álbum I Am Nemesis.[6]